# Eumelea sanguinata
Eumelea sanguinata là một loài bướm đêm trong họ Geometridae.